# Yago Dora
Yago Abbas Dora (Curitiba, 18 de maio de 1996) é um surfista profissional brasileiro radicado na cidade de Florianópolis.

## Carreira
Em 2018 teve sua primeira participação em um evento do WSL Men's Championship Tour na etapa de Saquarema do Oi Rio Pro, onde obteve um desempenho surpreendente terminando na 3ª colocação e derrotando grandes nomes do surfe mundial como Gabriel Medina, Mick Fanning e John John Florence.
Logo nos anos seguintes, Yago ganhou rapidamente destaque no circuito mundial porém teve sua ascensão interrompida após romper o ligamento do tornozelo esquerdo, o que lhe deixou de fora dos 5 primeiros eventos do circuito mundial em 2022. 
Em 2023, consagrou-se campeão do VIVO Rio Pro em Saquarema, mesmo palco onde o atleta fez sua estreia na elite do surfe 4 anos antes. Em 2024, Yago ficou perto de se classificar para as finais do circuito mundial, perdendo a vaga na última etapa do circuito para seu compatriota Ítalo Ferreira.
Em 23 de março de 2025 Yago venceu o líder do ranking e campeão olímpico Ítalo Ferreira na etapa de Peniche em Portugal da WSL. Em seguida, na mesma temporada, Yago sagrou-se campeão da lendária etapa de Trestles na Califórnia mostrando a força do seu surfe progressivo além de assumir a liderança do circuito pela primeira vez na carreia durante a etapa de J-Bay.